# Guangzong
Guangzong är ett härad i Xingtais stad på prefekturnivå i Hebei-provinsen i norra Kina.